# Sagui-de-pés-brancos
Sagui-de-pés-brancos (Saguinus leucopus) é uma espécie de primata da família Cebidae e subfamília Callitrichinae. É endêmico da Colômbia e considerado muito próximo de Saguinus oedipus.